# Станция Петелино
Станция Петелино — посёлок в Одинцовском районе Московской области, в составе сельского поселения Часцовское. Население 1 человек на 2006 год. До 2006 года посёлок входил в состав Часцовского сельского округа.
Пристанционный посёлок расположен с южной стороны железнодорожной станции Петелино, Смоленского направления МЖД, на юго-западе района, в 7 км на северо-восток от Кубинки, высота центра над уровнем моря 208 м.